# TCEAL1
TCEAL1 (англ. Transcription elongation factor A like 1) – білок, який кодується однойменним геном, розташованим у людей на X-хромосомі. Довжина поліпептидного ланцюга білка становить 157 амінокислот, а молекулярна маса — 18 354.
| 10         |  | 20         |  | 30         |  | 40         |  | 50         |
| ---------- |  | ---------- |  | ---------- |  | ---------- |  | ---------- |
| MDKPRKENEE |  | EPQSRPRPMR |  | RGLRWSTLPK |  | SSPPRSSLRR |  | SSPRRRSSFL |
| RSSCLSSCLR |  | CSSRRTPSAG |  | LSRKDLFEGR |  | PPMEQPPCGV |  | GKHKLEEGSF |
| KERLARSRPQ |  | FRGDIHGRNL |  | SNEEMIQAAD |  | ELEEMKRVRN |  | KLMIMHWKAK |
| RSRPYPI    |  |            |  |            |  |            |  |            |

A: Аланін

C: Цистеїн

D: Аспарагінова кислота

E: Глутамінова кислота

F: Фенілаланін

G: Гліцин

H: Гістидин

I: Ізолейцин

K: Лізин

L: Лейцин

M: Метіонін

N: Аспарагін

P: Пролін

Q: Глутамін

R: Аргінін

S: Серин

T: Треонін

V: Валін

W: Триптофан

Кодований геном білок за функцією належить до фосфопротеїнів. 
Задіяний у таких біологічних процесах, як транскрипція, регуляція транскрипції, альтернативний сплайсинг. 
Локалізований у ядрі.